# Municipio de Nashville (Minnesota)
El municipio de Nashville (en inglés: Nashville Township) es un municipio ubicado en el condado de Martin en el estado estadounidense de Minnesota. En el año 2010 tenía una población de 195 habitantes y una densidad poblacional de 2,07 personas por km².

## Geografía
El municipio de Nashville se encuentra ubicado en las coordenadas 43°48′15″N 94°18′28″O / 43.80417, -94.30778. Según la Oficina del Censo de los Estados Unidos, el municipio tiene una superficie total de 94.32 km², de la cual 94,32 km² corresponden a tierra firme y (0 %) 0 km² es agua.

## Demografía
Según el censo de 2010, había 195 personas residiendo en el municipio de Nashville. La densidad de población era de 2,07 hab./km². De los 195 habitantes, el municipio de Nashville estaba compuesto por el 95,9 % blancos, el 1,54 % eran amerindios, el 1,54 % eran de otras razas y el 1,03 % eran de una mezcla de razas. Del total de la población el 1,54 % eran hispanos o latinos de cualquier raza.